# Пенолатекс
'Пенолатексът е едно от наименованията за разпенен латекс (каучук), материал с големи еластични качества. Използва се за направата на матраци и възглавници за спане. Могат да се срещат наименования, като „хидролатекс“, „аквалатекс“, waterlatex, aqualatex, hydrolatex, ecolatex, biolatex, и т.н., като по същество всички са направени от латекс разбит на пяна и вулканизиран или още вулканизиран каучук. Латексовите матраци биват направени от синтетичен каучук, от натурален и от различни съотношения между тях. Прието е, че преобладаващия натурален латекс допринася за гъвкавостта и мекотата на матрака, а присъствието на синтетичен каучук подобрява здравината и издръжливостта на матрака във времето. Натуралния каучук се добива от сока на дървото Hevea brasiliensis, докато синтетичния Styrene-butadiene Rubber(SBR) – кополимер състоящ се от стирен и бутадиен, който още е познат най-вече в производството на автомобилни гуми.
Изключително добрата гъвкавост на матраците от латекс предопределя и техните качества – ортопедични, анатомични, заемат извивките на тялото. По този начин разпределят тежестта на тялото върху по-голяма площ, и се избягва претоварването на определени зони, свързано с болки. Обикновено това са раменна, гръб и тазобедрена, както и се избягва изтръпването на крайниците, което води до по-спокоен сън, заради по-малкото смяна на пози и по-голямото удобсво.